# HP オートノミー
オートノミー (Autonomy Corporation) は、アメリカ合衆国のサンフランシスコとイギリスのケンブリッジに本拠を置く、エンタープライズソフトウェア企業である。オートノミーは、ケンブリッジ大学の研究により開発された独自に組み合わされたテクノロジを駆使し、ベイズ推定をベースにしたパターン認識技術を応用したエンタープライズサーチやナレッジマネジメントなどの様々なアプリケーションを開発している。ロンドン証券取引所に上場しており、FTSE100種総合株価指数の構成銘柄の1つである。日本法人はオートノミー株式会社。以前は独立した企業だったが、2011年10月にヒューレット・パッカードに買収されている。

## 歴史
- 1996年、イギリスのケンブリッジに設立
- 2005年12月、競合であったベリティ (Verity Inc.) を買収
- 2007年7月、メールアーカイブやeDiscoveryでしられるザンタズ (ZANTAZ) を買収
- 2007年10月、Record Managementで知られるメリディオ (Meridio Holdings Ltd) を買収
- 2009年1月、コンテンツ管理システムで知られるインターウォーブン (Interwoven) を買収
- 2010年1月、CAテクノロジーズ (CA Technologies) のITガバナンス事業を買収
- 2011年5月、eDiscoveryとオンラインバックアップで知られるアイロンマウンテンデジタル（Iron Mountain Digital）を買収
- 2011年10月、ヒューレット・パッカードにより買収、2011年のソフトウェア企業を対象とした買収では現時点で最大規模

## 製品とソリューション
コアの技術である、IDOL (Intelligent Data Operating Layer) は、データベースや、音声/動画/文書のファイルやデータストリームから情報検索と情報処理を可能とします。IDOLが実現するこのような情報処理を、オートノミーはMeaning-Based Computingとして提唱しています。オートノミーの技術は、文書、音声、動画を含める様々な形態の非構造化データを理解し、そのことによって処理を自動化します。1つの例としては、ユーザーが望んでいるものを推論し、それに基づいて関心のある他の情報を見つけことが可能にします。また、IDOLは、クラウドコンピューティングの台頭とともに重要性が再認識されているSOAに基づいて実装されています。その適用範囲はオンプレミスからクラウドコンピューティングまで広がっており、BPMとの活用が、ビジネス変化に柔軟なシステムの自律性をもたらします。
HPは、新しいビッグデータの分析プラットフォームとして、"HP Next Generation Information Platform" をアナウンスしました。これは、オートノミーの非構造化データの分析エンジンであるIDOL 10と、Verticaの高速ロードとリアルタイム分析のデータベースを組み合わせたものです。このHPの戦略的な動きは、エンタープライズソフトウェアと、エンタープライズ統合ソリューションやサービスに改めてフォーカスし、提供するプラットフォームは、構造化データと、Webや社内のデータの約80%を占める、メールや文書、画像、動画などの非構造化データを融合し、統一した手法で処理を可能にします。
コア技術とそれらを応用したオートノミーの製品とソリューションはこちらです。また、拡張現実 (AR) プラットフォームとしてオーラズマも開発しています。

## 顧客
シトリックス・システムズ、Electronic Data Systems、ノベルやシマンテックのような企業を含む、400を超えるOEMパートナーと、400以上のベンダーやインテグレータがいる。

## オフィス
アメリカ合衆国、イギリス、カナダ、フランス、日本、オーストラリア、シンガポール、ドイツ、中国に主要なオフィスがあり、ヨーロッパやラテンアメリカの各所にもオフィスを持っている。